# Елагин, Дмитрий Николаевич
Дмитрий Николаевич Елагин (род. 31 августа 1975, Киев) — российский дзюдоист, призёр чемпионата России, призёр командного чемпионата Европы. Чемпион Европы и мира среди ветеранов.

## Биография
В 1997 году окончил Тюменскую архитектурно-строительную академию по специальности «Инженер по строительству дорог и аэродромов», а в 2003 году Тюменский государственный университет по специальности «Государственное и муниципальное управление».
Вице-президент «Федерации дзюдо Урал — Западная Сибирь». Депутат Тюменской городской думы 7 созыва. С 2015 года член партии ЛДПР.

## Спортивные результаты
- Чемпионат России по дзюдо 1995 года — ;
- Чемпионат России среди ветеранов 2012 года — [2];
- Чемпионат Европы среди ветеранов 2014 года — [3];
- Чемпионат мира среди ветеранов 2014 года — [4];
- Чемпионат Европы среди ветеранов 2015 года — [5];
- Чемпионат мира среди ветеранов 2015 года — ;
- Чемпионат Европы среди ветеранов 2017 года — [6].